# Successie (ecologie)
Successie is een ecologisch proces waarbij een merkbare verandering in de soortensamenstelling binnen een habitat plaatsvindt. Deze verandering vindt plaats binnen een bepaalde tijdspanne waarna een stabiele levensgemeenschap gevormd wordt. Levensgemeenschappen volgen elkaar dan in een bepaalde volgorde op. Als er wordt uitgegaan van een kaal gebied, zonder planten, begint de successie met een aantal pioniersoorten, waarna, naarmate de successie vordert, het systeem complexer wordt.

## Factoren
Wanneer de soortensamenstelling binnen een gebied op een niet willekeurige wijze verandert, kan er gesproken worden van successie. Deze verandering vindt plaats binnen een bepaalde tijdspanne waarna er een eindstadium bereikt wordt. Dit eindstadium wordt het climaxstadium genoemd. Successie kan door zowel interne als externe dynamiek op gang gebracht worden.
Wanneer er sprake is van interne dynamiek vindt de verandering plaats binnen het ecosysteem / de habitat, bijvoorbeeld bij verlanding.
Bij een externe dynamiek komen de veranderingen van buiten het systeem. Natuurlijke verstoringen kunnen zowel betrekking hebben op interne dynamiek als op externe dynamiek, terwijl menselijk handelen eigenlijk altijd een vorm van externe dynamiek is. Een voorbeeld van dat laatste is het inpolderen.
Successie kan op gang komen door een groter aantal factoren, maar kan ook gecontroleerd op gang gebracht worden door het ontginnen van gebieden, het verwijderen van bepaalde soorten in een gebied, ontgronding, maar ook door vervuiling. Vervuilende stoffen die successie op gang kunnen brengen zijn onder andere biociden en CFK's, maar ook door toedoen van stoffen zoals koolstofdioxide, zwaveldioxide, distikstofmonoxide en methaan kan zo'n successiereeks op gang gebracht worden.
Successie kan daarnaast op gang worden gebracht door een aantal factoren waar de mens geen controle over heeft, zoals stormen en bosbranden of een vulkaanuitbarsting. Een bosbrand kan als gevolg hebben dat een deel van de zaden in de bodem vernietigd wordt, waardoor de soortensamenstelling gehomogeniseerd kan worden.
Twee andere factoren zijn de aanwezigheid van grote grazers en het uitbreken van ziektes. Maar ook de impact van oorlogen op het milieu kan een successiereeks op gang brengen. Al deze factoren beschadigen een ecosysteem. Wanneer er een verstoring plaatsvindt binnen een bestaand ecosysteem, wordt zelden de complete levensgemeenschap vernietigd.
Wanneer een gebied verstoord wordt, vestigen zich in eerste instantie zogeheten R-strategen binnen dat gebied. Deze soorten hebben een korte levensduur en kunnen zich makkelijk vestigen. R-strategen zijn in het beginstadium van een verstoord gebied dan ook talrijk aanwezig. Indien de successie op gang komt, worden deze R-strategen vervangen door K-strategen die een langere levensduur hebben. Ook verandert de dominantie van soorten naarmate de successie zich verder ontwikkelt.

## Typen

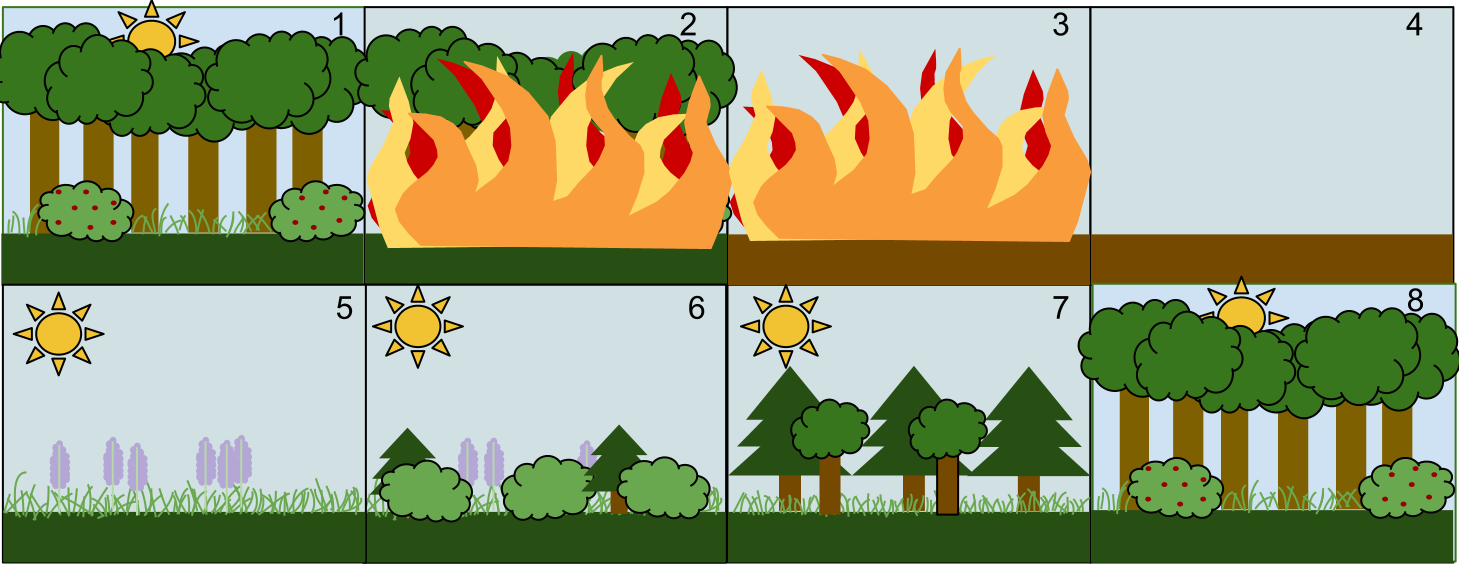
Verschillende stadia van de secundaire successie:
1. Een stabiele bosgemeenschap
2. Een verstoring, zoals een bosbrand, vernietigt het ecosysteem
3. Het bos brandt helemaal af
4. Het vuur laat een kale maar intacte bodem achter
5. Grassen en kruidachtige planten vestigen zich in het gebied
6. Kleine struiken en bomen koloniseren het gebied
7. Snel groeiende bomen met een dicht bladerdek ontwikkelen zich het eerst, gevolgd door schaduwtolerante soorten
8. De snelgroeiende, kortlevende, lichtminnende bomen verdwijnen nadat de schaduwtolerante bomen er bovenuit groeien. Op dit punt heeft het ecosysteem zichzelf hersteld.

De successiedynamiek begint wanneer een leeg gebied beschikbaar komt voor kolonisatie door soorten. Er kunnen meerdere typen van successie onderscheiden worden, zoals primaire en secundaire successie.

### Primaire successie
Primaire successie: er wordt uitgegaan van een compleet nieuwe leefomgeving (zoals een stuk drooggevallen land, met lava overstroomde gebieden), waarbij nog geen bodemvorming heeft plaatsgevonden en dus nog geen humuslaag aanwezig is.

### Secundaire successie
Secundaire successie waarbij een bestaand habitat dusdanig verstoord wordt (zoals door een bosbrand), dat de successie opnieuw plaatsvindt. De bodem is nog niet verdwenen en heeft hier wel een humuslaag.
Binnen het proces worden verschillende fases onderscheiden. Wanneer een gebied dusdanig verstoord wordt dat de bestaande levensgemeenschap in dat gebied te gronde gaat, is er sprake van secundaire successie. Het verloop van een dergelijke secundaire successie wordt beïnvloed door de restanten van de vorige levensgemeenschap, zoals de aanwezige zaadbank in de bodem, de bodemvorming, het overgebleven organisch materiaal en individuen die de verstoring overleefd hebben. Dankzij dit soort restanten van de vorige levensgemeenschap komt secundaire successie sneller op gang dan een primaire successie. Zo zal het terrein ook sneller gekoloniseerd worden door houtige gewassen dan bij een nieuw gevormd gebied, omdat de voedingstoffen voor deze gewassen al in de bodem aanwezig zijn.

## Stadia
Men onderscheidt vijf stadia:
1. Pioniersvegetatie: eenjarige soorten bedekken de kale of verstoorde bodem (bijvoorbeeld een omgeploegde akker bij conventionele landbouw). Voorbeelden zijn melganzevoet, perzikkruid, korenbloem en grote klaproos. De bodem is in dit stadium bacterierijk: per schimmel treffen we 10 bacteriën aan in de bodem.
2. Graslandvegetatie: na één seizoen bedekken grassen de bodem, deze meerjarige vegetatie vormt een grasmat met graswortels die ondoordringbaar zijn voor de wortels van de pioniersplanten. Wél slagen graslandplanten erin in het grasland te gedijen door hun diepere wortels, met een bladrozet zorgen ze ervoor dat het gras op een afstand blijft. Voorbeelden zijn margriet, gewoon duizendblad en smalle weegbree. Het aantal schimmels stijgt, alsook de dikte van- en de activiteit in de bodem.
3. Ruigtekruidenvegetatie: als men het gras niet maait komt het in bloei waarna de halmen afsterven. Jaar na jaar wordt op deze manier de bodem aangevuld met organisch materiaal dat verteerd wordt door bodemorganismen. Typisch floreren kruiden zoals het boerenwormkruid, bramen, harig wilgenroosje en ook de brandnetel op deze rijker geworden grond.
4. Struweelvegetatie: de evolutie van ruigte naar struweelvegetatie neemt nog eens twee tot vijf jaar in beslag. Zaailingen van struiken en bomen duiken op die aangevoerd worden door de wind, vogels en water. Soorten zoals de meidoorn en vlier maar ook zonminnende bomen zoals de berk, els, wilg en eik duiken op. De hoeveelheid schaduw neemt stelselmatig toe waardoor de grassen en kruiden grotendeels verdwijnen. Ondertussen neemt de activiteit ondergronds ook toe: mycorrhizaschimmels gaan de samenwerking aan met bomen waardoor een ondergronds netwerk ontstaat die de uitwisseling van grondstoffen – ook tussen verschillende bomen onderling – verder stimuleert.
5. Bosvegetatie: terwijl de eerste stadia elkaar relatief snel opvolgen, duurt de overgang van struweel naar climaxvegetatie meerdere decennia. Op termijn evolueert een pioniersbos met berken en populieren naar een bos met halfschaduwsoorten tot een bos met schaduwboomsoorten zoals de beuk en esdoorn. Op dit punt spreken we over een stabiel ecosysteem dat niet langer wezenlijk verandert. De verhouding tussen schimmels en bacteriën is gestegen tot 1000/1.

## Geschiedenis
Het woord successie is voor het eerst gebruikt aan het begin van de negentiende eeuw door de Franse natuurwetenschapper Adolphe Dureau de la Malle. Hij gebruikte het begrip om de veranderingen te beschrijven die binnen de samenstelling van de vegetatie optraden wanneer er een stuk bos gekapt werd. In 1859 schreef Henry David Thoreau een toespraak met als titel The Succession of Forest Trees.
In 1899 stelde Henry Chandler Cowles, toentertijd verbonden aan de Universiteit van Chicago, dat de vegetatie in duingebieden van verschillende leeftijden misschien wel bepaalde stadia of trends in de ontwikkeling van die vegetatie laat zien. Zijn bevindingen publiceerde hij in The ecological relations of the vegetation of the sand dunes of Lake Michigan.
De eerste gezaghebbende publicatie over dit onderwerp werd in 1916 gedaan door Frederic Clements. Hij kwam erachter dat planten groepsgewijs groeiden. Hij zag deze planten niet als individuen maar als een plantengemeenschap die zich ook als groep ontwikkelde. Deze vegetatiegroepen doorliepen ook verschillende ontwikkelingsstadia, beginnende bij de pioniervegetatie om te eindigen bij wat hij toen als het eindpunt zag, het climaxstadium.
In 1926 werd een deel van Clements' theorie weersproken door de Amerikaanse botanicus Henry Gleason. Het bestaan van genoemde plantengemeenschappen weersprak hij niet, maar hij stelde dat de vorming hiervan afhankelijk was van de plaatselijke biotische en abiotische factoren. Volgens hem prefereren alle planten een andere standplaats en worden daardoor de gemeenschappen gevormd. De successie zou dan optreden doordat omgevingsfactoren zouden veranderen, niet als een progressieve ontwikkeling naar een min of meer vastliggende climaxvegetatie. Na deze twee theorieën zijn er later nog meer theorieën ontwikkeld met betrekking tot het concept successie. Het merendeel van die theorieën baseerde zich op de theorie van Gleason.
De term successie werd uiteindelijk in 1969 aan het begrip ecosysteem gekoppeld door Eugene Odum in de publicatie Strategy of ecosystem development. Hij baseerde zich op een eerdere publicatie van Ramón Margalef. Deze publicatie is een belangrijke stimulans geweest voor later onderzoek met betrekking tot dynamiek binnen ecosystemen. In deze publicatie koppelde hij een lijst van verschillende ecosystemen en populaties waarop successie van invloed is.
In 1977 beschreven Connell en Slatyer het begrip successie vanuit drie verschillende mechanismen. Niet alleen is successie volgens hen afhankelijk van een verandering in de biotische en de abiotische factoren, maar ook van hoe tolerant de aanwezige vegetatie is ten opzichte van de beschikbare groeifactoren. De planten kunnen elkaar opvolgen door een verschil in overlevingsstrategieën. Daarnaast speelt volgens Connell en Slatyer het vermogen van de aanwezige soorten om andere, nieuwe soorten te weren uit het habitat een rol bij de vorming van successie. In 1979 stelden Borman en Likens dat successie een onderdeel is van de ontwikkelingen die ecosystemen doormaken.